# Løken
Løken es una localidad ubicada en el municipio de Aurskog-Høland, en la provincia de Viken, Noruega. Tiene una población estimada, a inicios de 2021, de 1650 habitantes.
Está ubicada al sureste del país, cerca del lago Mjøsa y el río Glomma, y a poca distancia al norte de Oslo.